# Pseudembia truncata
Pseudembia truncata är en insektsart som beskrevs av Davis 1939. Pseudembia truncata ingår i släktet Pseudembia och familjen Embiidae. Inga underarter finns listade i Catalogue of Life.